# Фромино
Фромино — деревня в Ядровской волости Псковского района Псковской области.
Расположена на берегу реки Многа, в 6 км к югу от южной границы Пскова и деревни Черёха.
Численность населения деревни по состоянию на 2000 год составляла 10 жителей.